# Salvatierra de los Barros
Salvatierra de los Barros ist eine spanische Gemeinde (municipio) in der Provinz Badajoz in der Autonomen Gemeinschaft Extremadura. Die Gemeinde zählte auf einer Fläche von 75 km² im Jahre 2024 insgesamt 1.559 Einwohner.

## Lage
Die Gemeinde liegt südlich der Landschaft Tierra de los Barros rund 62 km südöstlich der Provinzhauptstadt Badajoz und 27 km westnordwestlich von Zafra in der Provinz Badajoz. Im Süden der Gemeinde erhebt sich die Sierra de Salvatierra, die eine Höhe von 813 m erreicht.

## Wirtschaft
Die Gemeinde ist durch ihre Töpferei bekannt.
Westlich des Ortszentrums liegt das Heilbad Baños del Moral.

## Sehenswürdigkeiten

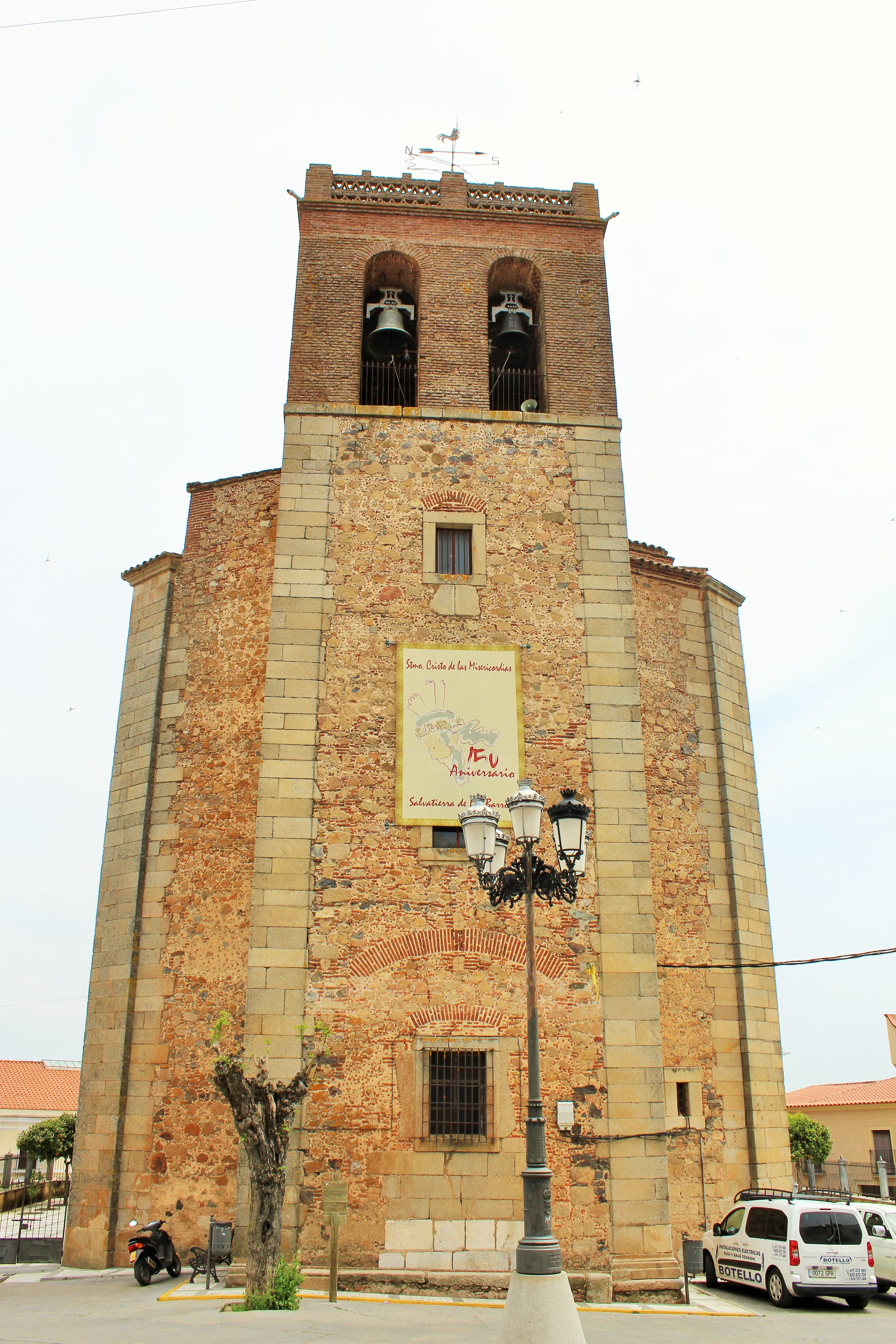
Kirche San Blas

- Castillo aus dem 16. Jahrhundert (im Privatbesitz)
- Schneehaus auf dem Weg nach Baños del Moral
- Pfarrkirche San Blas mit einem rechteckigen Turm